# Iglesia de San Pablo Apóstol (San Marino)
La Iglesia de San Pablo Apóstol (en italiano: Chiesa di San Paolo apostolo) es una iglesia católica situada en el municipio de Faetano, (República de San Marino); fue diseñado por el fraile capuchino de Milán Angelo Cassano, mientras quién dirigió las obras fue Luigi Guidi.
La construcción comenzó en junio de 1898 y terminó en 1916. En 1950 don Amedeo Botticelli Camerano la decoró. Hay dos capillas laterales hermosas, y dos grandes marcos de madera tallada a finales del siglo pasado por Amedeo Filipucci.